# Vojsko, Vodice
Vojsko este o localitate din comuna Vodice, Slovenia, cu o populație de 134 de locuitori.